# Ivo Lakučs
Ivo Lakučs (nascido em 4 de março de 1979) é um ciclista letão que competiu em dois Jogos Olímpicos – Sydney 2000 no ciclismo de pista e Pequim 2008 no BMX. Desde 2012, Lakučs é técnico de Māris Štrombergs.